# Hans van Abeelen
Hans van Abeelen (Enschede, 20 novembre 1936 - 21 août 1998) a été le premier généticien du comportement néerlandais. Il a obtenu son master de l'Université de Groningue et son doctorat de l'Université Radboud de Nimègue en 1965, où il est resté pour le reste de sa carrière en tant que "wetenschappelijk hoofdmedewerker". Il était un membre fondateur de la Behavior Genetics Association (en) et a siégé au comité de rédaction de son journal, Behavior Genetics, depuis sa création en 1971 jusqu'à 1992. Van Abeelen pris une retraite anticipée en 1991, mais est néanmoins devenu l'un des membres fondateurs de l'International Behavioural and Neural Genetics Society. En l'espace de sa carrière, il a publié 64 articles et chapitres de livres et édité un livre, The Genetics of Behaviour, qui était un premier aperçu de la génétique du comportement européen. Selon le Web of Science, ses travaux ont été cités presque 900 fois et il a un indice h de 17.